# Самалга (остров)
Самалга (англ. Samalga Island, алеут. Samalĝa) — самый западный остров в составе группы Лисьих островов, которые в свою очередь входят в состав Алеутских островов. В административном отношении относится к зоне переписи населения Западные Алеутские острова, штат Аляска, США.

## География
Расположен к юго-западу от крупного острова Умнак. Площадь острова — 4,12 км². Остров составляет примерно 8,6 км в длину. Максимальная высота — 9 м над уровнем моря.

## История
После Восстания Алеутов Лисьей гряды 1763 года на остров был отправлен карательный отряд. Были уничножены многие алеутские поселения.  Митрополит Иннокентий писал, что на 1764 год на Самалге было поселение, где проживало не менее 400 человек.
Упоминание острова под названием Шемилга встречается у Г.И. Шелихова в его «Путешествии г. Шелехова с 1783 по 1790 год из Охотска по Восточному Океану к Американским берегам...» в привязке к соседним островам Лисьей гряды, крупному острову Умнаку и его более мелкому соседу Адугаку:

Умнак... На Западном краю (его) Северного берега находится довольно пространная гавань, и залив в котором лежит небольшой каменистой островок Адугак, а на Южной стороне есть другой, называемой Шемилга

Алеутское название острова было записано полярным исследователем Сарычевым в 1826 году.
В 1867 году территория перешла в состав Северо-Американских Соединённых Штатов в результате сделки с Российской империей. Ныне входит в состав штата Аляска, образованного с 1959 года.